# Linkes Bündnis Gießen
Linkes Bündnis Gießen ist eine Wählergruppe in Gießen. Es ist ein Bündnis aus parteilosen Linken.
Bei der Kommunalwahl 2011 erzielte das Linke Bündnis sowohl in der Stadtverordnetenversammlung Gießen als auch im Kreistag Gießen je einen Sitz.